# Billy Nungesser
Pour les articles homonymes, voir Nungesser.
William Harold Nungesser, né le 10 janvier 1959 à La Nouvelle-Orléans, est un homme politique américain, 54e lieutenant-gouverneur de la Louisiane depuis 2016.
Membre du Parti républicain, Nungesser est également l'ancien président de la Commission paroissiale de Plaquemines, après avoir été réélu pour un deuxième mandat de quatre ans lors des élections générales de 2010 au cours desquelles il a devancé deux opposants avec plus de 71 pour cent des voix. Son deuxième mandat de président de paroisse a débuté le 1er janvier 2011 et s'est terminé quatre ans plus tard.

## Jeunesse
Nungesser est le fils de William Nungesser et Ruth Amelia Nungesser (née Marks) (1932-2012). De 1980 à 1984, son père était chef de cabinet pendant le mandat de David C. Treen en tant que gouverneur de la Louisiane. Il fut plus tard président du Parti républicain de Louisiane (en). Ruth Nungesser a également été active dans la politique républicaine en tant que membre fondatrice des Femmes républicaines de Louisiane et déléguée aux conventions nationales et nationales du parti.

## Début de carrière
En 1983, Treen a nommé Nungesser à la Commission d'étude du lac Pontchartrain et de Maurepaus ; en 1985, son père a été nommé au conseil d'administration d'Orléans Levee et de conseil d'administration des digues d'Orleans (en).
Alors qu'il travaillait dans l'entreprise de restauration offshore de sa famille, Nungesser a découvert une autre utilisation des conteneurs métalliques pour navires. En 1991, il a créé General Marine Leasing Company, une entreprise qui fournit des logements portables aux travailleurs offshore. L'entreprise s'est développée pour employer deux cents personnes et atteindre un chiffre d'affaires de 20 millions de dollars.
En 2004, Nungesser était président du United Way de la paroisse de Plaquemines. En 2004 et 2005, Nungesser a travaillé avec des chefs d'entreprise locaux pour former la Plaquemines Association of Business and Industry ou PABI, distincte de l'Association des entreprises et de l'industrie de Louisiane à l'échelle de l'État. Il a siégé au conseil d'administration du PABI au cours de ses premières années.

## Président de  paroisse

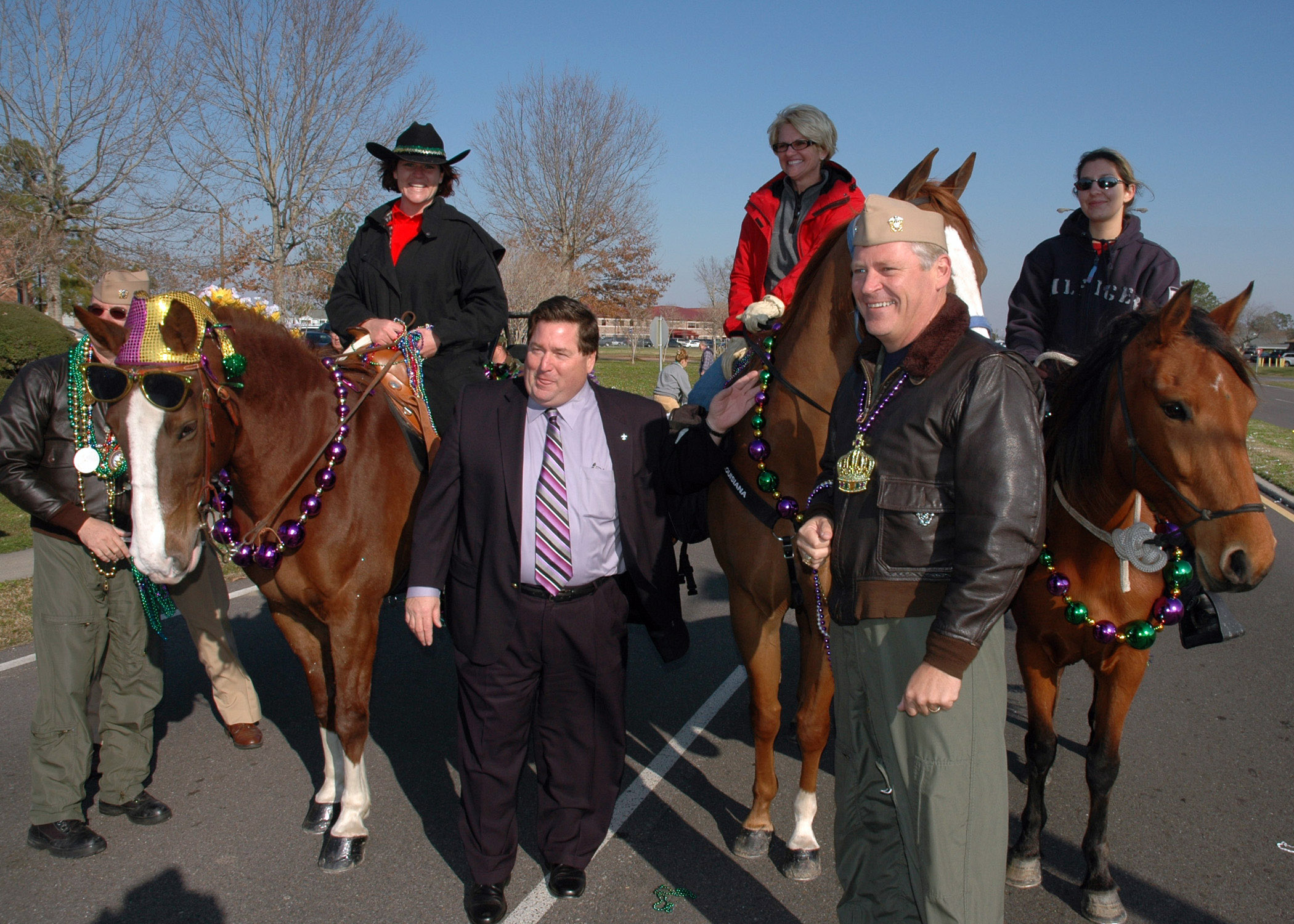
Nungesser (debout au centre gauche) au défilé Plaquedilla 2007

En 2006, Nungesser s'est présenté au poste de président de la Commission paroissiale de Plaquemines ; la population de la paroisse est d'environ 25 000 habitants. Le président sortant, le démocrate Benny Rousselle (en), ancien représentant de l'État, avait un mandat limité. Nungesser a battu Amos Cormier Jr., alors Démocrate, avec 4 096 voix (51,1 %) contre 3 920 pour Cormier (48,9 %).

### Ouragan Katrina
La paroisse de Plaquemines se compose du dernier tronçon du Mississippi avant qu'il ne se jette dans le golfe du Mexique. En 2005, l'ouragan Katrina a touché terre pour la première fois à l'extrémité sud de la paroisse, dans la ville d'Empire, et l'œil a survolé la communauté paroissiale de Buras-Triumph (en).

### Ouragans de 2008
Avant que l'ouragan Gustav ne touche terre en août 2008, Nungesser a utilisé un hélicoptère pour compter le nombre de barges qui pourraient potentiellement constituer un problème de sécurité pour les personnes, les biens et le système de digues pendant l'ouragan. Son équipe a appelé les propriétaires d'environ 150 barges et leur a dit de les déplacer, sinon la paroisse les coulerait. Soixante-dix ne bougèrent pas et furent coulés, soit par la paroisse, soit par leurs propriétaires. Moins de trois semaines plus tard, la plupart des barges étaient de nouveau opérationnelles.
En septembre 2008, l'ouragan Ike est passé à des centaines de kilomètres au sud de Plaquemines, mais sa marée de tempête a grandement affecté la paroisse. L'eau a commencé à monter contre les digues sur la rive est de Plaquemines, près de la dérivation d'eau douce de Caernarvon (en) à Braithwaite (en). La structure permet à l’eau douce du fleuve Mississippi de s’écouler dans le marais du côté est du fleuve. Les autorités paroissiales ont remarqué que l’eau de la rivière ne montait pas au même rythme. Après avoir consulté le Corps des ingénieurs de l'armée, une décision rapide a été prise d'ouvrir les vannes pour permettre aux eaux montantes de s'écouler dans le Mississippi, réduisant ainsi la pression sur les digues.
En février 2009, le gouverneur Bobby Jindal a nommé Nungesser à l'Autorité de protection et de restauration des côtes de Louisiane (en), un comité de 20 membres chargé d'élaborer un plan directeur sur la protection côtière de l'État.

### Marée noire de Deepwater Horizon
Nungesser a été fortement impliqué dans la réponse à la marée noire de Deepwater Horizon en 2010. Il a fait d'innombrables apparitions dans les médias, y compris des apparitions presque nocturnes sur CNN aux côtés du journaliste Anderson Cooper. Nungesser a été reconnu comme le « visage de la marée noire » par les principaux médias tels que le New Orleans Times-Picayune, The New York Times, Associated Press, CNN, Reuters, et ABC News.

### Deuxième mandat
En 2010, Nungesser a été réélu président de la paroisse, battant les anciens présidents de paroisse Cormier et Rousselle. Nungesser a obtenu 5 632 voix (71%), contre 1 772 pour Cormier (22%) et 499 pour Rousselle (6%).
Nungesser a commencé son deuxième mandat par un appel public à l'aide pour éliminer le pétrole des terres érodées de la Baie Jimmy.
Nungesser a collaboré avec le Corps du génie de l'armée américaine à Vicksburg, au Mississippi, pour créer le Plan de Restauration et de Protection de Plaquemines, publié en 2009. Le plan proposait plusieurs lignes de défense ainsi qu'un système de digues pour protéger la paroisse des futurs systèmes tropicaux. « Si la paroisse de Plaquemines veut bénéficier d'une meilleure protection contre les ouragans, alors elle aura besoin de plus que des digues », a déclaré Nungesser.
Nungesser, dont le mandat était limité, n'a pas pu se présenter aux élections en 2014. Cormier, qui avait changé de parti et se présentait désormais comme Républicain, a remporté le second tour des élections le 6 décembre 2014, battant son camarade Républicain Jerry Hodnett.

## Lieutenant-gouverneur

### Campagne de 2011

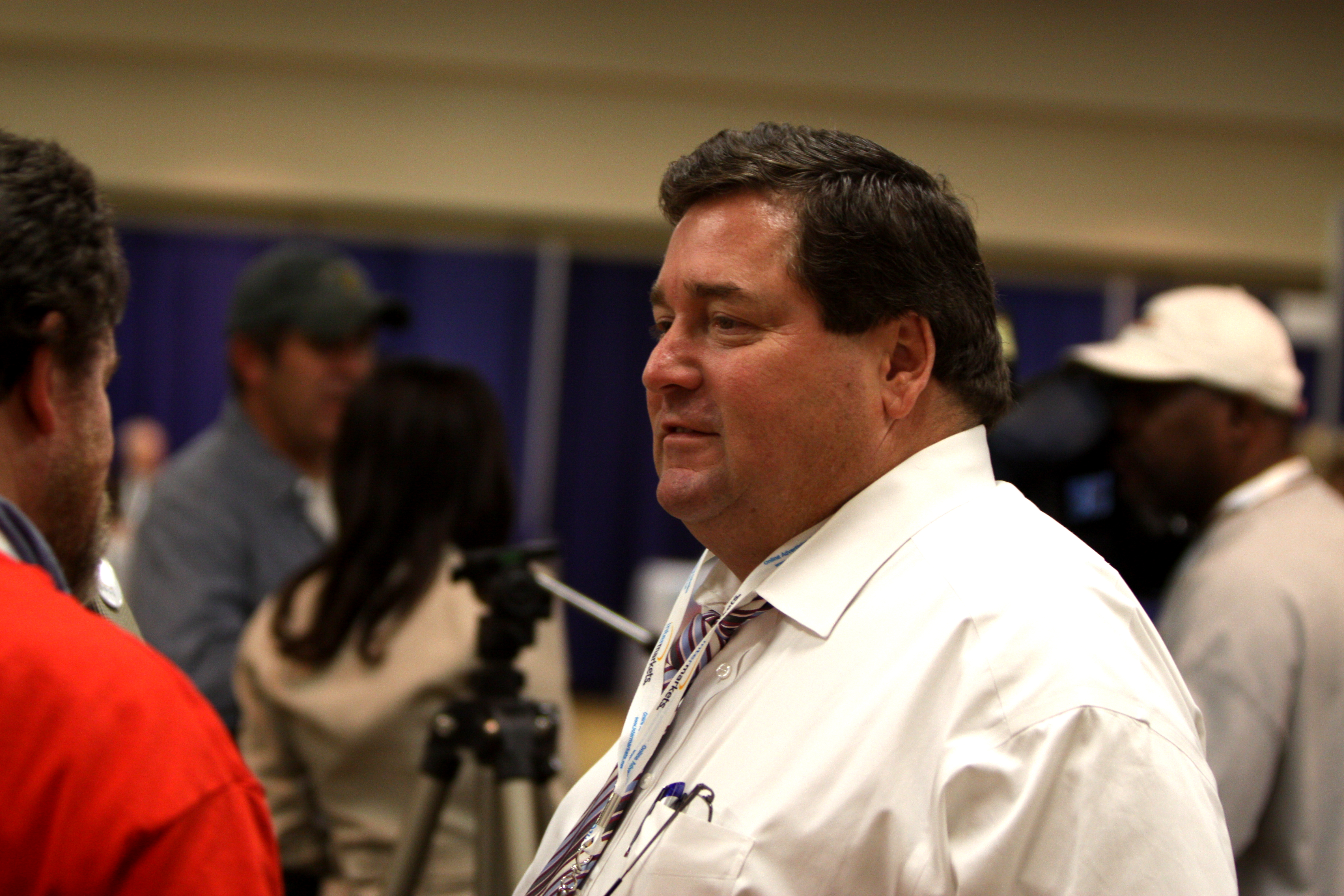
Nungesser en 2011

En 2011, Nungesser a mené une campagne infructueuse pour renverser le lieutenant-gouverneur Jay Dardenne (en). Dardenne, un camarade Républicain, avait été sénateur d'État de Baton Rouge et secrétaire d'État de Louisiane ; il avait été élu en 2010 pour la dernière année du mandat d'un an non expiré créé lorsque le lieutenant-gouverneur Mitch Landrieu a été élu maire de la Nouvelle-Orléans.
Dardenne a obtenu 504 228 voix (53,1%), contre 444 750 pour Nungesser (46,9%). Nungesser a gagné dans dix-sept paroisses, toutes dans le sud de la Louisiane, dont Orléans, Iberia, Jefferson, Lafayette et Saint-Bernard, ainsi que la paroisse de Plaquemines, son ancienne résidence.

### Élection de 2015
Nungesser s'est présenté à nouveau au poste de lieutenant-gouverneur en 2015. Dardenne n'a pas cherché à être réélu mais s'est présenté au poste de gouverneur.
Au cours de sa campagne, Nungesser a déclaré que son expérience entrepreneuriale et politique le rendait idéal pour gérer l'industrie touristique de l'État, la fonction principale du bureau du lieutenant-gouverneur. Ses publicités politiques sentimentales utilisaient la musique de fond de la chanson You Are My Sunshine du feu gouverneur démocrate Jimmie Davis.
Nungesser a terminé deuxième aux élections primaires avec 324 654 voix (30 %), le plaçant ainsi au second tour contre Kip Holden, le maire-président Démocrate afro-américain de la paroisse d'East Baton Rouge, qui était en tête des quatre candidats avec 360 679 voix (33,3 pour cent). Le Républicain John Young, président de la paroisse de Jefferson, arrive en troisième position, avec 313 183 voix (28,9 %). Le sénateur Républicain afro-américain Elbert Guillory (en), d'Opelousas, est arrivé en dernière position avec 85 460 voix (7,9 %).
Nungesser a remporté les élections générales de 2015 (en), avec 628 864 voix (55,38 %) contre 506 578 pour Holden (44,62 %). Le démocrate John Bel Edwards a remporté la course au poste de gouverneur face au sénateur fédéral républicain David Vitter. Edwards et Nungesser, de partis opposés, ont pris leurs fonctions le 11 janvier 2016.

### Mandat
Peu de temps après son entrée en fonction, Nungesser a nommé Robert J. Barham (azb) de la paroisse de Morehouse, l'ancien secrétaire du Département de la faune et des pêches de Louisiane (en) sous l'ancien gouverneur Jindal, au poste de nouveau directeur des parcs d'État et des sites historiques. Nungesser a fait la connaissance de Barham lorsque les deux ont travaillé en étroite collaboration à la suite de la marée noire de Deepwater Horizon en 2010.
En avril 2016, la directrice des communications de Nungesser, Kriss Fairbairn Fortunato, a démissionné de son poste, affirmant que « ce n'était pas un environnement confortable et ne lui convenait pas » ; elle a été renvoyée à plein temps dans son entreprise de communications privées.
Fortunato a quitté le bureau de Nungesser une semaine avant que le Baton Rouge Advocate ne publie un article sur la façon dont Nungesser et le président républicain de l'État, Roger Villere, avaient tenté de négocier un accord commercial pétrolier inhabituel avec l'Irak. Nungesser a signé des lettres lors des négociations invoquant le nom du gouverneur Edwards mais n'a jamais informé Edwards de l'idée que lui et Villere promouvaient.
En juillet 2016, Nungesser a déclaré qu'il pensait que la fraude électorale par le Parti démocrate restait un obstacle sérieux pour les Républicains de Louisiane. Nungesser a déclaré que lors des élections locales dans sa paroisse natale de Plaquemines ainsi que lors des élections de 2015 dans tout l'État, des électeurs inscrits et non inscrits s'étaient présentés par bus complets sur les sites de vote anticipé, avaient signé une feuille de papier et avaient fait compter leurs votes. Le secrétaire d'État (en) Tom Schedler (en), un camarade Républicain, a qualifié les commentaires de Nungesser de « pour le moins mal informés. [Il] a très probablement [fait] une insulte non seulement à mon bureau, mais aussi à nos greffiers qui travaillent dur et aux registres des électeurs qui sont nos partenaires de confiance pour chaque élection ». Nungesser a déclaré que ses commentaires avaient été sortis de leur contexte car il faisait référence à une élection locale dans la paroisse de Plaquemines en 2005, tout en ajoutant qu'il « admirait » la façon dont Schedler avait géré le poste de secrétaire d'État.
En avril 2017, Nungesser a été accusé d'« ingérence politique » dans le fonctionnement du Musée d'État de Louisiane (en) à la Nouvelle-Orléans. Timothy Joseph "Tim" Chester, directeur par intérim du Musée d'État de Louisiane à la Nouvelle-Orléans, a démissionné à la suite d'un différend public avec Nungesser. Chester a déclaré que Nungesser avait utilisé un appartement dans le bas bâtiment de Pontalba (en) à Jackson Square ainsi que des espaces dans d'autres bâtiments de musées d'État dans le quartier français pour son confort personnel. Il a également accusé le lieutenant-gouverneur de s'immiscer dans le fonctionnement du musée. Nungesser a déclaré que Chester n'avait pas bougé suffisamment rapidement pour trouver un directeur permanent ou pour mettre en œuvre les recommandations de Nungesser concernant le musée, qui comprend des bâtiments historiques à la fois à la Nouvelle-Orléans et à Baton Rouge, et est géré par le ministère de la Culture, des Loisirs et du Tourisme de l'État, une agence supervisée par le lieutenant-gouverneur. Le musée dispose cependant également d'un conseil d'exploitation semi-indépendant.
Nungesser s'est opposé au retrait des monuments confédérés honorant Jefferson Davis, Robert E. Lee et Pierre GT Beauregard du Lee Circle à la Nouvelle-Orléans. Avec une seule dissidence, le conseil municipal de la Nouvelle-Orléans (en) a accepté la demande du maire (en) Mitch Landrieu de retirer les monuments. Dans une lettre adressée en 2017 au président américain Donald Trump, Nungesser a demandé que le pouvoir exécutif soit exercé en vertu de la loi sur les antiquités (en) de 1906, par laquelle le chef de l'exécutif peut « déclarer par proclamation publique les structures historiques et préhistoriques et autres objets d'importance historique comme monuments nationaux ». Trump n’a pas répondu.
Nungesser a demandé à Landrieu de transférer les quatre monuments sous la juridiction du ministère des Loisirs, de la Culture et du Tourisme, sous la juridiction de Nungesser. Au lieu de cela, Landrieu prévoyait de soumettre les monuments à un appel d'offres. Nungesser a déclaré qu'il ferait une offre pour les monuments mais qu'il avait besoin de l'approbation législative de l'État.
En 2017, Nungesser a proposé que des partenariats public-privé soient établis pour de nombreux parcs d'État à court d'argent sous sa juridiction, citant en particulier deux installations populaires dans la paroisse de Sabine : le parc d'État du Coude de Tolède Nord (en) et le parc d'État des jardins de Hodges (en). Dans les parcs, les coûts d'exploitation dépassaient largement les revenus provenant des droits d'entrée de 1 $.
En juillet 2018, Nungesser est apparu dans une émission de radio pour rejeter les affirmations des membres les plus conservateurs de son parti selon lesquelles il serait devenu un « Républicain de nom seulement » (RINO) parce qu'il était « trop amical » avec le gouverneur démocrate Edwards. Nungesser a déclaré que les responsables de l'État doivent travailler ensemble et que « je pense que parfois les manœuvres politiques font obstacle à ce qui est le mieux pour l'État ». Il a noté qu'en travaillant avec Edwards, il a économisé un montant de 17 millions de dollars pour le système des parcs d'État, évitant ainsi des fermetures et des licenciements.

### Réélections de 2019 et 2023
Nungesser a été réélu pour un deuxième mandat de lieutenant-gouverneur le 12 octobre 2019 et un troisième mandat le 14 octobre 2023.

## Vie privée
Nungesser a un frère cadet, Eric, et deux sœurs, Nancy et Heidi.
Après son deuxième mandat en tant que président de la paroisse, Nungesser a déménagé à River Ranch dans la paroisse de Lafayette. Il s'installe ensuite dans la paroisse de Plaquemines avec sa femme.
En 2022, sa maison de Plaquemines est cambriolée et partiellement incendiée, les braqueurs emportant des souvenirs politiques et sportifs. Nungesser a déclaré par la suite qu'il avait l'intention de vendre la maison et de déménager.

## Historique électoral
| Élection du président de la paroisse de Plaquemines, 2006 | Élection du président de la paroisse de Plaquemines, 2006 | Élection du président de la paroisse de Plaquemines, 2006 | Élection du président de la paroisse de Plaquemines, 2006 |
| --------------------------------------------------------- | --------------------------------------------------------- | --------------------------------------------------------- | --------------------------------------------------------- |
| Parti                                                     | Candidat                                                  | Votes                                                     | %                                                         |
| Républicain                                               | Billy Nungesser                                           | 4 096                                                     | 51                                                        |
| Démocratique                                              | Amos Cormier, Jr. (sortant)                               | 3 920                                                     | 49                                                        |

| Élection du président de la paroisse de Plaquemines, 2010 | Élection du président de la paroisse de Plaquemines, 2010 | Élection du président de la paroisse de Plaquemines, 2010 | Élection du président de la paroisse de Plaquemines, 2010 |
| --------------------------------------------------------- | --------------------------------------------------------- | --------------------------------------------------------- | --------------------------------------------------------- |
| Parti                                                     | Candidat                                                  | Votes                                                     | %                                                         |
| Républicain                                               | Billy Nungesser (sortant)                                 | 5 632                                                     | 71                                                        |
| Démocratique                                              | Amos Cormier, Jr.                                         | 1 772                                                     | 22                                                        |
| Indépendant                                               | Benny Rousselle                                           | 499                                                       | 6                                                         |

| Élection du lieutenant-gouverneur de la Louisiane, 2011 | Élection du lieutenant-gouverneur de la Louisiane, 2011 | Élection du lieutenant-gouverneur de la Louisiane, 2011 | Élection du lieutenant-gouverneur de la Louisiane, 2011 |
| ------------------------------------------------------- | ------------------------------------------------------- | ------------------------------------------------------- | ------------------------------------------------------- |
| Parti                                                   | Candidat                                                | Votes                                                   | %                                                       |
| Républicain                                             | Jay Dardenne (sortant)                                  | 504 451                                                 | 53                                                      |
| Républicain                                             | Billy Nungesser                                         | 445 049                                                 | 47                                                      |

| Élection du lieutenant-gouverneur de la Louisiane, 2015 | Élection du lieutenant-gouverneur de la Louisiane, 2015 | Élection du lieutenant-gouverneur de la Louisiane, 2015 | Élection du lieutenant-gouverneur de la Louisiane, 2015 |
| ------------------------------------------------------- | ------------------------------------------------------- | ------------------------------------------------------- | ------------------------------------------------------- |
| Parti                                                   | Candidat                                                | Votes                                                   | %                                                       |
| Démocratie                                              | Melvin "Kip" Holden                                     | 361 092                                                 | 33                                                      |
| Républicain                                             | Billy Nungesser                                         | 324 849                                                 | 30                                                      |
| Républicain                                             | John Young                                              | 313 364                                                 | 29                                                      |
| Républicain                                             | Elbert Lee Guillory                                     | 85 520                                                  | 8                                                       |

| Deuxième tour des élections du lieutenant-gouverneur de Louisiane, 2015 | Deuxième tour des élections du lieutenant-gouverneur de Louisiane, 2015 | Deuxième tour des élections du lieutenant-gouverneur de Louisiane, 2015 | Deuxième tour des élections du lieutenant-gouverneur de Louisiane, 2015 |
| ----------------------------------------------------------------------- | ----------------------------------------------------------------------- | ----------------------------------------------------------------------- | ----------------------------------------------------------------------- |
| Parti                                                                   | Candidat                                                                | Votes                                                                   | %                                                                       |
| Républicain                                                             | Billy Nungesser                                                         | 628 876                                                                 | 55                                                                      |
| Démocrate                                                               | Melvin "Kip" Holden                                                     | 506 640                                                                 | 45                                                                      |

| Élection du lieutenant-gouverneur de la Louisiane, 2019 | Élection du lieutenant-gouverneur de la Louisiane, 2019 | Élection du lieutenant-gouverneur de la Louisiane, 2019 | Élection du lieutenant-gouverneur de la Louisiane, 2019 |
| ------------------------------------------------------- | ------------------------------------------------------- | ------------------------------------------------------- | ------------------------------------------------------- |
| Parti                                                   | Candidat                                                | Votes                                                   | %                                                       |
| Républicain                                             | Billy Nungesser                                         | 884 309                                                 | 68                                                      |
| Démocrate                                               | Willie Jones                                            | 413 556                                                 | 32                                                      |